# 高臺 (弘治進士)
高臺（1458年—？），字居賢，號清江，浙江紹興府山陰縣人，竈籍，明朝政治人物。

## 生平
治書經，行十二，弘治五年（1592年）中式壬子科浙江鄉試第六名舉人。弘治六年（1493年）聯捷癸丑科三甲第一百九十三名進士。初授南京刑部主事，由于善待犯人，判案清明，人称“镜子高”。升郎中，弘治十七年（1504年）以内艰归，後以考察不谨冠带闲住，上疏自辯。。

## 著作
所著有《书经辨義》、《小雅高论》、《名将题咏》、《时事感论》各一帙，《怡老园录》六帙。

## 家族
曾祖高本中，桂林府同知；祖父高宗浙，義官；父高貴瑰，前母黃氏；沈氏。兄堂、室、弟窒、塞。